# Чевапчичи
Чева́пчичи, уменьшительное от чева́пы, — блюдо народов Балканского полуострова, вид кебаба. Представляет собой жареные колбаски из перемолотого мяса с луком и приправами. В историческом варианте рецепта мясо нарубалось ножом, а не измельчалось мясорубкой.
Чевапчичи подают с большим количеством нарезанного кольцами лука и свежим белым хлебом (питой либо другой лепёшкой) с гарниром из овощей, соусов или сыров.

## Название
Слово «чевапчичи» происходит от персидского слова «кебаб» (перс. كباب‎) и южнославянского уменьшительного окончания -чићи, -čići. В русском языке подобное словосочетание выглядело бы как «кебабчики».
Слово «чевапчичи» — мужского рода и множественного числа, в отношение одной колбаски следует употреблять слово «чевап» или «чевапчич».
- алб. Qebapa, Qofte
- болг. кебапчета
- босн. ćevapi, ćevapčići
- греч. σουτζουκάκι (sudzukáki) — уменьшительное от σουτζούκι (sudzúki), от осман. صوجوق‎ (sucuk).
- макед. ќебапчиња, ќебапи
- серб. ћевапи, ћевапчићи
- словен. čevapi, čevapčiči
- хорв. ćevapi, ćevapčići
- чеш. čevabčiči
- словац. čevapčiči
- тур.kebap

## История
Точное время изобретения рецепта чевапов неизвестно, но однозначно можно установить, что на Балканский полуостров кебаб пришёл с Османским правлением. В XVIII веке местное население (по легенде — гайдуки) изменило рецепт на более сытный и быстрый в приготовлении, заранее измельчая мясо ножом либо используя обрезки, оставшиеся от приготовления других блюд, и добавляя свиной жир, запрещённый в употребление мусульманам.
В сербском городе Лесковац рецепт кебаба смешался с более старым рецептом плескавицы, добавились традиционные приправы и лук. Из Лесковаца блюдо привёз в Белград в 1860-х годах владелец кафаны «Райич» (серб. Rajić), располагавшейся на главном базаре города (ныне Студенческая площадь). 
Из столицы рецепт быстро распространился по стране и колбаски стали подаваться в питных заведениях и кебабных лавках «чевабджиях (серб. ćevabdžija)», где их подавали с утра.
К 1930-м годам блюдо считалось национальным на территории всей Югославии.
В 1933 году в Мариборе открылась первая чевабджия с лесковацским рецептом колбасок, десять штук подавали за один динар.
После Второй мировой войны блюдо пришло в хорватскую кухню и тоже стало считаться национальной хорватской кухней.
В современной Сербии кебабные лавки повсеместно распространены и называются «чевабджиницы (серб. ćevabdžinica)».

## Рецепт
Современная балканская кухня допускает приготовление чевапчичей не только на открытом огне, но и на сковороде или в духовом шкафу.
Мусульмане (например, боснийцы) для приготовления используют только халяльное мясо (обычно телятину, говядину, может использоваться баранина), а немусульмане (например, сербы), кроме перечисленного, также используют свинину. Фарш из разного мяса часто смешивается. Мясо птицы не является традиционным для чевапчичей, но в целях экономии (в том числе при промышленном производстве) может употребляться.
Выбранное мясо измельчается (в современных условиях — на мясорубке, до появления мясорубок измельчали ножом), по желанию добавляется измельчённый животный жир (сало, бекон), смешивается с мелко измельчёнными чесноком и репчатым луком, приправами. Мусульмане не используют свиное сало.
Пять-десять колбасок подаются на хлебе-лепёшке с всевозможным гарниром: луком, йогуртом или сметаной, каймаком, айваром, творогом или сыром. В центральноевропейских странах (Австрии, Чехии, Словакии) чевапчичи подаются как традиционный фаст-фуд с горчицей и картофелем-фри.
Чевапчичи высококалорийны, одна порция с гарниром вполне может превысить дневную норму потребления калорий. 

### Местные разновидности
- Сараевские чевапчичи — говядина и баранина.
- Травникские чевапчичи — говядина, телятина, баранина и ягнёнок.[16]
- Баня-Лукские чевапчичи — говядина.
- Тузлаские чевапчичи, — говядина, баранина, ягнёнок.[16]
- Новопожарские чевапчичи — баранина.[16]
- šiš-ćevap, чевап-шашлык — на шпажках.[16]

## Галерея
- Жареные на сковородке чевапы, рядом подсушивается пита
- Чевапы, готовящиеся на гриле
- Куриные чевапчичи